# Błękitna laguna (film 1980)
Błękitna laguna (ang. The Blue Lagoon) – amerykański film fabularny z 1980 roku w reżyserii Randala Kleisera, którego scenariusz został oparty na książce Henry’ego De Vere Stacpoole’a pod tym samym tytułem wydanej w 1908 r.
Film Błękitna laguna odniósł sukces komercyjny na całym świecie, zdobył także nominacje do Oscara za najlepsze zdjęcia. Zdjęcia do filmu powstały na wyspach Fidżi.
W 1991 powstała jego kontynuacja pt. Powrót do błękitnej laguny (reż. William A. Graham).

## Obsada
- Brooke Shields – Emmeline
- Christopher Atkins – Richard
- Leo McKern – Paddy Button
- William Daniels – Arthur Lestrange
- Elva Josephson – młoda Emmeline
- Glenn Kohan – młody Richard
- Alan Hopgood – kapitan
- Gus Mercurio – oficer
- Jeffrey Means – Lookout
- Bradley Pryce – mały Paddy
- Jeffrey Kleiser – żeglarz na wachcie
- Chad Timmerman – Paddy, niemowlę
- Gert Jacoby – żeglarz
- Alex Hamilton – żeglarz
- Richard Evanson – żeglarz

## Fabuła
„Błękitna laguna” to ekranizacja powieści Henry’ego DeVere’a, zrealizowana w plenerach południowego Pacyfiku. Dwoje małych dzieci i kucharz okrętowy cudem uchodzą z życiem z katastrofy morskiej i bezpiecznie dopływają do brzegów bezludnej tropikalnej wyspy. Kiedy kucharz umiera, chłopiec i dziewczyna muszą sami walczyć o przetrwanie. Mijają lata i Emmeline (Brooke Shields) i Richard (Christopher Atkins) dorastają w otoczeniu dzikiej i egzotycznej przyrody. Uczą się stawiać czoła wyzwaniom, których nie szczędzi im okres dojrzewania, a łącząca ich dziecięca fascynacja przeradza się w głębokie uczucie. Emmeline rodzi dziecko, a Richard otacza ją troskliwą opieką. Lata biegną, a młodzi ludzie pogodzili się już z myślą, że zostaną na lagunie do końca życia. Pewnego dnia, pływając po atolu łodzią, na skutek ataku rekina, tracą obydwa wiosła i wszyscy troje zniesieni zostają na otwarty ocean. Gdy godzą się już ze śmiercią, odnajduje ich ojciec, który przez całe lata przeszukiwał rejon katastrofy na niedużym szkunerze.